# Nadine Koutcher
Nadine Koutcher ou Nadejda Kucher (en russe : Надежда Анатольевна Кучер) est une soprano biélorusse née en 1983.

## Biographie
Née dans une famille de militaire, Nadine Koutcher chante dans les chœurs dès l'âge de dix ans. Elle sort diplômée de l'école musicale Mikhaïl Glinka de Minsk en 2003 et se produit ensuite pendant trois saisons au théâtre national d'opéra et de ballet de Minsk. Elle étudie le chant au conservatoire de Saint-Pétersbourg, en Russie.
On lui décerne deux Masques d'or, en 2013, pour le rôle de Médée dans Medeamaterial de Pascal Dusapin et en 2015, pour le rôle de Doña Isabel dans The Indian Queen de Henry Purcell. Elle remporte le premier prix de la compétition internationale de chant de Cardiff en 2015.